# پل بروس
پل بروس (انگلیسی: Paul Bruce؛ زادهٔ ۱۸ فوریهٔ ۱۹۷۸) بازیکن فوتبال اهل بریتانیا است.
از باشگاه‌هایی که در آن بازی کرده‌است می‌توان به باشگاه فوتبال کمبریج یونایتد، باشگاه فوتبال کویینز پارک رنجرز، باشگاه فوتبال داگنم و ردبریج، و باشگاه فوتبال سنت آلبنز سیتی اشاره کرد.